# Цанина (Верона)
Цанина је насеље у Италији у округу Верона, региону Венето.
Према процени из 2011. у насељу је живело 38 становника. Насеље се налази на надморској висини од 74 м.